# Gare d’Alet-les-Bains
Gare d’Alet-les-Bains vasútállomás Franciaországban, Alet-les-Bains településen.

## Vasútvonalak
Az állomást az alábbi vasútvonalak érintik:
- Carcassonne-Rivesaltes-vasútvonal

## Kapcsolódó állomások
A vasútállomáshoz az alábbi állomások vannak a legközelebb:
- Gare de Limoux
- Gare de Couiza - Montazels